# Stepčići
 Stepčići  (olaszul: Stepici) falu Horvátországban, Isztria megyében. Közigazgatásilag Kršanhoz tartozik.

## Fekvése
Az Isztriai-félsziget keleti részén, Labintól 9 km-re északkeletre, községközpontjától 5 km-re délkeletre fekszik.

## Története
A falunak 1880-ban 100, 1910-ben 89 lakosa volt. 2011-ben 40 lakosa volt.

## Lakosság
| Lakosság változása | Lakosság változása | Lakosság változása | Lakosság változása | Lakosság változása | Lakosság változása | Lakosság változása | Lakosság változása | Lakosság változása | Lakosság változása | Lakosság változása | Lakosság változása | Lakosság változása | Lakosság változása | Lakosság változása | Lakosság változása |
| ------------------ | ------------------ | ------------------ | ------------------ | ------------------ | ------------------ | ------------------ | ------------------ | ------------------ | ------------------ | ------------------ | ------------------ | ------------------ | ------------------ | ------------------ | ------------------ |
| 1857               | 1869               | 1880               | 1890               | 1900               | 1910               | 1921               | 1931               | 1948               | 1953               | 1961               | 1971               | 1981               | 1991               | 2001               | 2011               |
| 0                  | 0                  | 100                | 88                 | 89                 | 89                 | 0                  | 0                  | 0                  | 66                 | 56                 | 57                 | 57                 | 44                 | 42                 | 40                 |